# Edificio Germania y Araucanía
El Edificio Germania y Araucanía se encuentra ubicado frente a la Plaza Cívica, en el plan de la ciudad chilena de Valparaíso, capital de la región homónima. Inaugurado en 1922, este edificio fue la sede de las compañías de seguros Germania y Araucanía, de la cual proviene su nombre, y fue diseñado por el arquitecto Karl Mönch. Por su valor arquitectónico y patrimonial, se encuentra protegido por el artículo 60 de la Ley General de Urbanismo y Construcciones como inmueble de conservación histórica.

## Componentes
El edificio de seis plantas, más alto que los que se encuentran inmediatamente alrededor de él, destaca por su estilo ecléctico historicista, con elementos propios del Jugendstil alemán, del cual se inspiró el arquitecto. La fachada presenta salidas hacia las calles Condell hacia el poniente y O'Higgins hacia el oriente, donde ambos frontispicios están adornados con frisos de motivos vegetales y estatuillas de diversas representaciones, especialmente querubines en la parte superior. Asimismo, dentro de sus vanos, cuenta con ventanas cóncavas a lo largo de ambos costados de la fachada.  